# Sempervivum ossetiense
Sempervivum ossetiense är en fetbladsväxtart som beskrevs av Wale. Sempervivum ossetiense ingår i släktet taklökar, och familjen fetbladsväxter. Inga underarter finns listade i Catalogue of Life.

## Bildgalleri

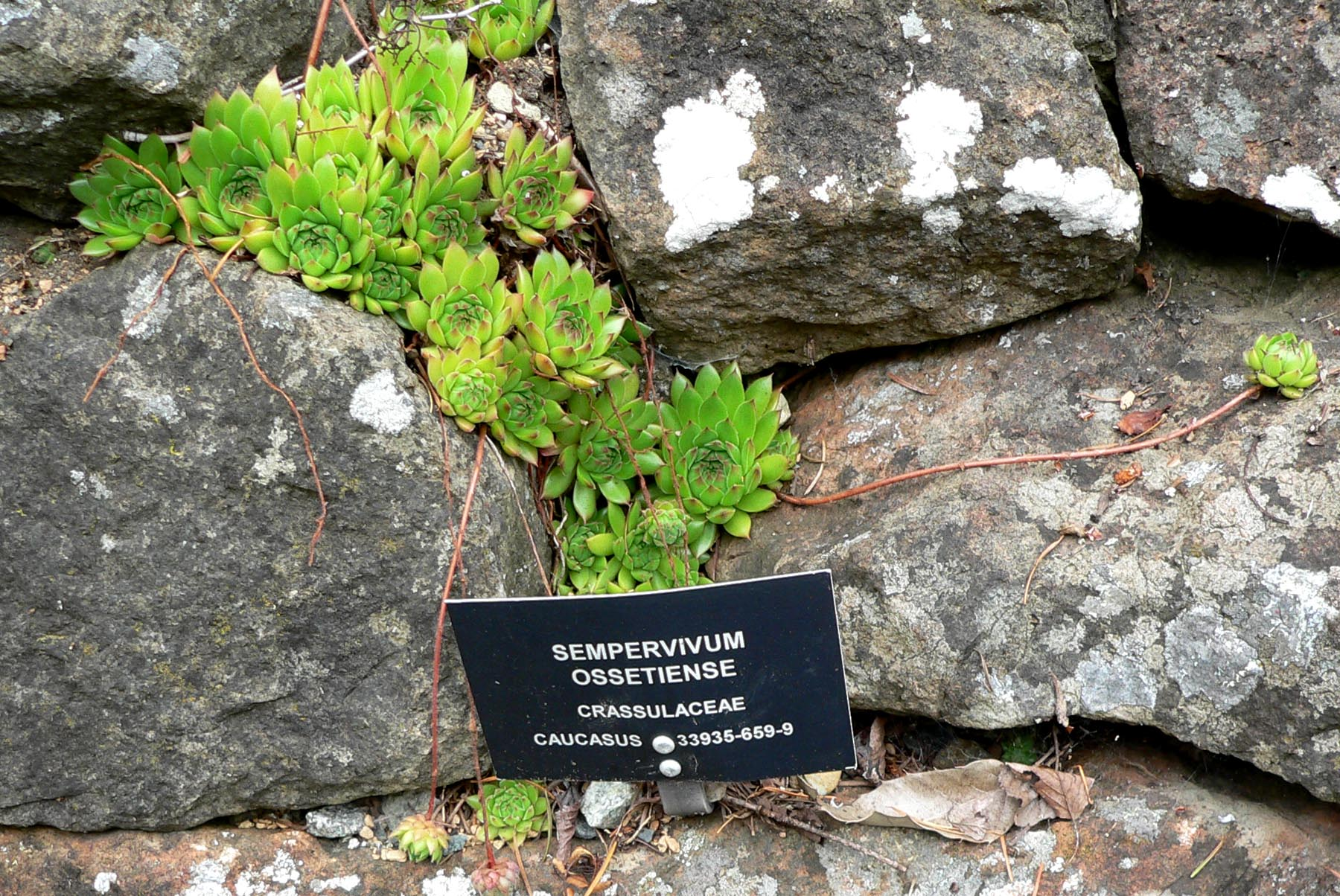